# Brazylia na Letnich Igrzyskach Olimpijskich 2012
Brazylię na Letnich Igrzyskach Olimpijskich 2012, które odbyły się w Londynie reprezentowało 254 zawodników. Zdobyli oni 17 medali: 3 złote, 5 srebrnych oraz 9 brązowych, zajmując 22. miejsce w klasyfikacji medalowej.
Był to dwudziesty pierwszy start reprezentacji Brazylii na letnich igrzyskach olimpijskich.

## Zdobyte medale
| Medal  | Zawodnik                                       | Dyscyplina           | Konkurencja                    | Rezultat                                                         | Data        |
| ------ | ---------------------------------------------- | -------------------- | ------------------------------ | ---------------------------------------------------------------- | ----------- |
| Złoto  | Sarah Menezes                                  | Judo                 | Kategoria do 48 kg kobiet      | W finale pokonała reprezentantkę Rumunii Alinę Alexandrę Dumitru | 28 lipca    |
| Złoto  | Arthur Zanetti                                 | Gimnastyka           | Kółka mężczyzn                 | 15.900 pkt                                                       | 6 sierpnia  |
| Złoto  | Reprezentacja Brazylii w siatkówce kobiet      | Siatkówka halowa     | Turniej kobiet                 | W finale pokonały reprezentację Stanów Zjednoczonych             | 11 sierpnia |
| Srebro | Thiago Pereira                                 | Pływanie             | 400 m stylem zmiennym mężczyzn | 4:08.86 min.                                                     | 28 lipca    |
| Srebro | Alison Cerutti Emanuel Rego                    | Siatkówka plażowa    | Turniej mężczyzn               | W finale przegrali z parą niemiecką Brink/Reckermann             | 9 sierpnia  |
| Srebro | Reprezentacja Brazylii w piłce nożnej mężczyzn | Piłka nożna          | Turniej mężczyzn               | W finale przegrali z reprezentacją Meksyku                       | 11 sierpnia |
| Srebro | Esquiva Falcão Florentino                      | Boks                 | Waga średnia mężczyzn          | W finale przegrał z reprezentantem Japonii Ryōta Muratą          | 11 sierpnia |
| Srebro | Reprezentacja Brazylii w siatkówce mężczyzn    | Siatkówka halowa     | Turniej mężczyzn               | W finale przegrali z reprezentacją Rosji                         | 12 sierpnia |
| Brąz   | Felipe Kitadai                                 | Judo                 | Kategoria do 60 kg mężczyzn    | W pojedynku o brązowy medal pokonał Włocha Elio Verde            | 28 lipca    |
| Brąz   | Mayra Aguiar                                   | Judo                 | Kategoria do 78 kg kobiet      | W pojedynku o brązowy medal pokonała Holenderkę Marhinde Verkerk | 2 sierpnia  |
| Brąz   | Rafael Silva                                   | Judo                 | Powyżej 100 kg mężczyzn        | W pojedynku o brązowy medal pokonał Koreańczyka Kim Sung-mina    | 3 sierpnia  |
| Brąz   | César Cielo                                    | Pływanie             | 50 m stylem dowolnym mężczyzn  | 21.59 sek.                                                       | 3 sierpnia  |
| Brąz   | Robert Scheidt Bruno Prada                     | Żeglarstwo           | Star                           | 40 pkt.                                                          | 5 sierpnia  |
| Brąz   | Adriana Araujo                                 | Boks                 | Waga lekka kobiet              | W półfinale przegrała z reprezentantką Rosji Sofją Oczigawą      | 8 sierpnia  |
| Brąz   | Juliana Felisberta Larissa França              | Siatkówka plażowa    | Turniej kobiet                 | W meczu o 3. miejsce pokonały parę chińską Xue/Zhang             | 8 sierpnia  |
| Brąz   | Yamaguchi Falcão                               | Boks                 | Waga półciężka mężczyzn        | W półfinale przegrał z reprezentantem Rosji Jegorem Miechoncewem | 10 sierpnia |
| Brąz   | Yane Marques                                   | Pięciobój nowoczesny | Kobiety                        | 5340 pkt.                                                        | 12 sierpnia |

## Reprezentanci

### Boks
Mężczyźni
| Zawodnik                    | Konkurencja | 1/16             | 1/8                 | Ćwierćfinał      | Półfinał           | Finał            | Finał   |
| Zawodnik                    | Konkurencja | Przeciwnik Wynik | Przeciwnik Wynik    | Przeciwnik Wynik | Przeciwnik Wynik   | Przeciwnik Wynik | Miejsce |
| --------------------------- | ----------- | ---------------- | ------------------- | ---------------- | ------------------ | ---------------- | ------- |
| Julião Henriques            | 52 kg       | Pak JC W 12-8    | Cintrón P 13-18     | NQ               | NQ                 | NQ               | NQ      |
| Robenílson Vieira           | 56 kg       | Szajimow W 13-7  | Wodopijanow W 13-11 | Álvarez P 11-16  | NQ                 | NQ               | NQ      |
| Robson Conceição            | 60 kg       | Taylor P 9-13    | NQ                  | NQ               | NQ                 | NQ               | NQ      |
| Éverton Lopes               | 64 kg       | BYE              | Iglesias P 15-18    | NQ               | NQ                 | NQ               | NQ      |
| Myke Ribeiro                | 69 kg       | Spence P 10-16   | NQ                  | NQ               | NQ                 | NQ               | NQ      |
| Esquiva Florentino          | 75 kg       | BYE              | Migitinow W 24-11   | Harcsa W 14-10   | Ogogo W 16-9       | Murata P 13-14   | srebro  |
| Yamaguchi Falcão Florentino | 81 kg       | Sangwan W 15-14  | Meng F W 17-17 DEC  | La Cruz W 18-15  | Miechoncew P 11-23 | NQ               | brąz    |

Kobiety
| Zawodniczka    | Konkurencja | 1/8                 | Ćwierćfinał         | Półfinał            | Finał               | Finał   |
| Zawodniczka    | Konkurencja | Przeciwniczka Wynik | Przeciwniczka Wynik | Przeciwniczka Wynik | Przeciwniczka Wynik | Miejsce |
| -------------- | ----------- | ------------------- | ------------------- | ------------------- | ------------------- | ------- |
| Érica Matos    | 51 kg       | Magliocco P 14-15   | NQ                  | NQ                  | NQ                  | NQ      |
| Adriana Araújo | 60 kg       | Chassenowa W 16-14  | Oubtil W 16-12      | Oczigawa P 11-17    | NQ                  | brąz    |
| Roseli Feitosa | 75 kg       | Li J P 14-19        | NQ                  | NQ                  | NQ                  | NQ      |

### Gimnastyka

#### Gimnastyka sportowa
Mężczyźni
| Zawodnik       | Konkurencja           | Kwalifikacje | Kwalifikacje | Kwalifikacje | Kwalifikacje | Kwalifikacje | Kwalifikacje | Kwalifikacje | Kwalifikacje | Finał    | Finał    | Finał    | Finał    | Finał    | Finał    | Finał  | Finał   |
| Zawodnik       | Konkurencja           | Przyrząd     | Przyrząd     | Przyrząd     | Przyrząd     | Przyrząd     | Przyrząd     | Razem        | Miejsce      | Przyrząd | Przyrząd | Przyrząd | Przyrząd | Przyrząd | Przyrząd | Razem  | Miejsce |
| Zawodnik       | Konkurencja           | FX           | PH           | SR           | VT           | PB           | HB           | Razem        | Miejsce      | FX       | PH       | SR       | VT       | PB       | HB       | Razem  | Miejsce |
| -------------- | --------------------- | ------------ | ------------ | ------------ | ------------ | ------------ | ------------ | ------------ | ------------ | -------- | -------- | -------- | -------- | -------- | -------- | ------ | ------- |
| Diego Hypólito | Ćwiczenia wolne       | 13.766       | —            | —            | —            | —            | —            | 13.766       | 59.          | NQ       | NQ       | NQ       | NQ       | NQ       | NQ       | NQ     | NQ      |
| Sergio Sasaki  | Wielobój indywidualny | 14.533       | 14.033       | 14.633       | 16.200       | 15.200       | 14.533       | 89.132       | 11.          | 14.233   | 14.366   | 14.233   | 16.100   | 15.200   | 14.833   | 88.965 | 10.     |
| Arthur Zanetti | Kółka                 | —            | —            | 15.616       | —            | —            | —            | 15.616       | 4.           | —        | —        | 15.900   | —        | —        | —        | 15.900 | złoto   |

Kobiety
| Zawodnik          | Konkurencja        | Kwalifikacje | Kwalifikacje | Kwalifikacje | Kwalifikacje | Kwalifikacje | Kwalifikacje | Finał    | Finał    | Finał    | Finał    | Finał | Finał   |
| Zawodnik          | Konkurencja        | Przyrząd     | Przyrząd     | Przyrząd     | Przyrząd     | Razem        | Miejsce      | Przyrząd | Przyrząd | Przyrząd | Przyrząd | Razem | Miejsce |
| Zawodnik          | Konkurencja        | FX           | VT           | UB           | BB           | Razem        | Miejsce      | FX       | VT       | UB       | BB       | Razem | Miejsce |
| ----------------- | ------------------ | ------------ | ------------ | ------------ | ------------ | ------------ | ------------ | -------- | -------- | -------- | -------- | ----- | ------- |
| Harumi de Freitas | Wielobój drużynowy | —            | —            | —            | 12.033       | —            | —            | NQ       | NQ       | NQ       | NQ       | NQ    | NQ      |
| Daiane dos Santos | Wielobój drużynowy | 14.166       | 13.933       | 12.966       | —            | —            | —            | NQ       | NQ       | NQ       | NQ       | NQ    | NQ      |
| Ethiene Franco    | Wielobój drużynowy | 13.166       | 13.566       | 12.933       | 13.000       | 52.665       | 38.          | NQ       | NQ       | NQ       | NQ       | NQ    | NQ      |
| Daniele Hypólito  | Wielobój drużynowy | 12.900       | 14.166       | 11.900       | 13.766       | 52.732       | 37.          | NQ       | NQ       | NQ       | NQ       | NQ    | NQ      |
| Bruna Leal        | Wielobój drużynowy | 12.466       | 12.800       | 13.433       | 14.066       | 52.765       | 36.          | NQ       | NQ       | NQ       | NQ       | NQ    | NQ      |
| Razem             | Wielobój drużynowy | 40.765       | 41.765       | 38.799       | 39.966       | 161.295      | 12.          | NQ       | NQ       | NQ       | NQ       | NQ    | NQ      |

### Jeździectwo

#### Skoki
| Zawodnik | Koń                     | Konkurencja   | Kwalifikacje | Kwalifikacje | Kwalifikacje | Kwalifikacje | Kwalifikacje | Kwalifikacje | Kwalifikacje | Kwalifikacje | Finał   | Finał   | Finał   | Finał   | Finał   | Razem | Razem   |
| Zawodnik | Koń                     | Konkurencja   | Runda 1      | Runda 1      | Runda 2      | Runda 2      | Runda 2      | Runda 3      | Runda 3      | Runda 3      | Runda A | Runda A | Runda B | Runda B | Runda B | Razem | Razem   |
| Zawodnik | Koń                     | Konkurencja   | Kary         | Miejsce      | Kary         | Łącznie      | Miejsce      | Kary         | Łącznie      | Miejsce      | Kary    | Miejsce | Kary    | Łącznie | Miejsce | Kary  | Miejsce |
| --- | ----------------------- | ------------- | ------------ | ------------ | ------------ | ------------ | ------------ | ------------ | ------------ | ------------ | ------- | ------- | ------- | ------- | ------- | ----- | ------- |
| Luiz Francisco de Azevedo                                                                                         | Special                 | indywidualnie | —            | —            | —            | —            | —            | —            | —            | —            | —       | —       | —       | —       | —       | —     | —       |
| Álvaro de Miranda Neto                                                                                            | AD Rahmannshof's Bogeno | indywidualnie | 0            | =1.          | 0            | 0            | =1.          | 8            | 8            | =11.         | 4       | =11.    | 5       | 9       | =12.    | 9     | =12.    |
| José Roberto Fernandez Filho                                                                                      | Maestro St. Lois        | indywidualnie | 0            | =1.          | 4            | 4            | =17.         | 46           | 50           | 45.          | NQ      | NQ      | NQ      | NQ      | NQ      | NQ    | NQ      |
| Rodrigo Pessoa | HH Rebozo               | indywidualnie | 1            | =33.         | 4            | 5            | =27.         | 5            | 10           | 25.          | 4       | =11.    | 13      | 17      | 22.     | 17    | 22.     |
| Carlos Eduardo Ribas                                                                                              | Wilexo                  | indywidualnie | 42           | =72.         | NQ           | NQ           | NQ           | NQ           | NQ           | NQ           | NQ      | NQ      | NQ      | NQ      | NQ      | NQ    | NQ      |
| Luiz Francisco de Azevedo Álvaro de Miranda Neto José Roberto Fernandez Filho Rodrigo Pessoa Carlos Eduardo Ribas | Patrz wyżej             | drużynowo     | —            | —            | —            | —            | —            | —            | —            | —            | 8       | =7.     | 59      | 67      | 8.      | 67    | 8.      |

#### Ujeżdżenie
| Zawodnik      | Koń    | Konkurencja   | Runda 1 | Runda 1 | Runda 2 | Runda 2 | Runda 2       | Runda 2 | Finał  | Finał   | Finał         | Finał   |
| Zawodnik      | Koń    | Konkurencja   | Punkty  | Miejsce | Punkty  | Miejsce | Razem punktów | Miejsce | Punkty | Miejsce | Razem punktów | Miejsce |
| ------------- | ------ | ------------- | ------- | ------- | ------- | ------- | ------------- | ------- | ------ | ------- | ------------- | ------- |
| Luiza Almeida | Pastor | indywidualnie | 65.866  | 47.     | NQ      | NQ      | NQ            | NQ      | NQ     | NQ      | NQ            | NQ      |

#### WKKW
| Zawodnik                                               | Koń              | Konkurencja   | Ujeżdżenie | Ujeżdżenie | Cross-country | Cross-country | Skoki        | Skoki        | Skoki | Skoki   | Łącznie | Łącznie |
| Zawodnik                                               | Koń              | Konkurencja   | Ujeżdżenie | Ujeżdżenie | Cross-country | Cross-country | Kwalifikacje | Kwalifikacje | Finał | Finał   | Łącznie | Łącznie |
| Zawodnik                                               | Koń              | Konkurencja   | Kary       | Miejsce    | Kary          | Miejsce       | Kary         | Miejsce      | Kary  | Miejsce | Kary    | Miejsce |
| ------------------------------------------------------ | ---------------- | ------------- | ---------- | ---------- | ------------- | ------------- | ------------ | ------------ | ----- | ------- | ------- | ------- |
| Serguei Fofanoff                                       | Barbara TW       | indywidualnie | 72.00      | 73.        | NQ            | NQ            | NQ           | NQ           | NQ    | NQ      | NQ      | NQ      |
| Ruy Fonseca                                            | Tom Bombadil Too | indywidualnie | 53.90      | 48.        | 26.40         | 45.           | 12           | 42.          | NQ    | NQ      | 92.30   | 42.     |
| Marcio Jorge                                           | Josephine MCJ    | indywidualnie | 58.50      | 58.        | 42.80         | 50.           | 4.           | 46.          | NQ    | NQ      | 105.30  | 46.     |
| Marcelo Tosi                                           | Eleda All Black  | indywidualnie | 58.00      | 57.        | 29.60         | 47.           | 10.          | 44.          | NQ    | NQ      | 97.60   | 44.     |
| Serguei Fofanoff Ruy Fonseca Marcio Jorge Marcelo Tosi | Patrz wyżej      | drużynowo     | 170.40     | 13.        | 98.80         | 10.           | 26.00        | 9.           |       |         | 295.20  | 9.      |

### Judo
Mężczyźni
| Zawodnik          | Konkurencja | 1/32             | 1/16                     | 1/8                     | Ćwierćfinał               | Półfinał            | Repesaże            | O 3. miejsce        | Finał            | Finał   |
| Zawodnik          | Konkurencja | Przeciwnik Wynik | Przeciwnik Wynik         | Przeciwnik Wynik        | Przeciwnik Wynik          | Przeciwnik Wynik    | Przeciwnik Wynik    | Przeciwnik Wynik    | Przeciwnik Wynik | Pozycja |
| ----------------- | ----------- | ---------------- | ------------------------ | ----------------------- | ------------------------- | ------------------- | ------------------- | ------------------- | ---------------- | ------- |
| Felipe Kitadai    | - 60 kg     | BYE              | Tömörchüleg W 0011-0000  | Majrashi W 0021-0000    | Sobirow P 0001-0100       | NQ                  | Choi GH W 0011-0001 | Verde W 0011-0000   | NQ               | brąz    |
| Leandro Cunha     | - 66 kg     | BYE              | Zagrodnik P 0001-0011    | NQ                      | NQ                        | NQ                  | NQ                  | NQ                  | NQ               | NQ      |
| Bruno Mendonça    | - 73 kg     | BYE              | Uwase W 0100-0000        | Elmont P 0002-0011      | NQ                        | NQ                  | NQ                  | NQ                  | NQ               | NQ      |
| Leandro Guilheiro | - 81 kg     | BYE              | Ovczinnikovs W 0010-0002 | Attaf W 1001-0001       | Stevens P 0000-0101       | NQ                  | Nakai P 0001-0012   | NQ                  | NQ               | 7.      |
| Tiago Camilo      | - 90 kg     | BYE              | Gontiuk W 1001-0001      | Meloni W 1011-0001      | Choriyev W 0010-0002      | Song DN P 0012-0112 | NQ                  | Iliadis P 0000-0001 | NQ               | 5.      |
| Luciano Corrêa    | - 100 kg    | BYE              | Kone W 0102-0002         | Grol P 0003-0101        | NQ                        | NQ                  | NQ                  | NQ                  | NQ               | NQ      |
| Rafael Silva      | + 100 kg    | BYE              | Jónsson W 0100-0000      | Paškevičius W 1001-0001 | Michajlin P 0001-0001 DEC | NQ                  | Bor W 0001-0001 ZP  | Kim SM W 0011-0002  | NQ               | brąz    |

Kobiety
| Zawodniczka            | Konkurencja | 1/16                 | 1/8                     | Ćwierćfinał            | Półfinał              | Repasaże             | O 3. miejsce        | Finał               | Finał   |
| Zawodniczka            | Konkurencja | Przeciwniczka Wynik  | Przeciwniczka Wynik     | Przeciwniczka Wynik    | Przeciwniczka Wynik   | Przeciwniczka Wynik  | Przeciwniczka Wynik | Przeciwniczka Wynik | Pozycja |
| ---------------------- | ----------- | -------------------- | ----------------------- | ---------------------- | --------------------- | -------------------- | ------------------- | ------------------- | ------- |
| Sarah Menezes          | - 48 kg     | Văn N T W 0021-0002  | Payet W 0001-0000       | Wu S W 0011-0002       | Van Snick W 0001-0000 | —                    | —                   | Dumitru W 0011-0000 | złoto   |
| Erika Miranda          | - 52 kg     | BYE                  | Kim KO P 0001-1012      | NQ                     | NQ                    | NQ                   | NQ                  | NQ                  | NQ      |
| Rafaela Silva          | - 57 kg     | Roper W 0021-0002    | Karakas P 0002-0011     | NQ                     | NQ                    | NQ                   | NQ                  | NQ                  | NQ      |
| Mariana Silva          | - 63 kg     | Xu L P 0001-1012     | NQ                      | NQ                     | NQ                    | NQ                   | NQ                  | NQ                  | NQ      |
| Maria Portela          | - 70 kg     | Alvear P 0000-1100   | NQ                      | NQ                     | NQ                    | NQ                   | NQ                  | NQ                  | NQ      |
| Mayra Aguiar           | - 78 kg     | BYE                  | Mareghni W 0020-0003    | Pogorzelec W 0200-0000 | Harrison P 0000-1010  | —                    | Verkerk W 1000-0000 | NQ                  | brąz    |
| Maria Suellen Altheman | + 78 kg     | Mondière W 0101-0000 | Chikhrouhou W 1001-0001 | Sugimoto P 0000-1000   | NQ                    | Issanowa W 0111-0002 | Tong W P 0001-0100  | NQ                  | 5.      |

### Kajakarstwo

#### Kajakarstwo górskie
Kobiety
| Zawodniczka | Konkurencja | Preeliminacje | Preeliminacje | Preeliminacje | Preeliminacje | Preeliminacje | Preeliminacje | Półfinał | Półfinał | Finał | Finał   |
| Zawodniczka | Konkurencja | Zjazd 1       | Miejsce       | Zjazd 2       | Miejsce       | Łącznie       | Miejsce       | Czas     | Miejsce  | Czas  | Miejsce |
| ----------- | ----------- | ------------- | ------------- | ------------- | ------------- | ------------- | ------------- | -------- | -------- | ----- | ------- |
| Ana Sátila  | K-1         | 179.92        | 21.           | 110.83        | 13.           | 110.83        | 16.           | NQ       | NQ       | NQ    | NQ      |

#### Kajakarstwo klasyczne
Mężczyźni
| Zawodnik                      | Konkurencje | Eliminacje | Eliminacje | Półfinał | Półfinał | Finał    | Finał   |
| Zawodnik                      | Konkurencje | Czas       | Miejsce    | Czas     | Miejsce  | Czas     | Miejsce |
| ----------------------------- | ----------- | ---------- | ---------- | -------- | -------- | -------- | ------- |
| Ronílson Oliveira             | C-1 200 m   | 42.216     | 5.         | 42.560   | 5. FB    | 44.586   | 12.     |
| Erlon Silva Ronílson Oliveira | C-2 1000 m  | 3:41.014   | 2.         | 3:42.101 | 5. FB    | 3:41.484 | 10.     |

### Kolarstwo

#### Kolarstwo BMX
| Zawodnicy      | Konkurencja | Eliminacje | Eliminacje | Ćwierćfinał | Ćwierćfinał | Półfinał | Półfinał | Finał | Finał   |
| Zawodnicy      | Konkurencja | Wynik      | Miejsce    | Wynik       | Miejsce     | Wynik    | Miejsce  | Wynik | Miejsce |
| -------------- | ----------- | ---------- | ---------- | ----------- | ----------- | -------- | -------- | ----- | ------- |
| Renato Rezende | Mężczyźni   | 38.628     | 8.         | 36 pkt.     | 8.          | NQ       | NQ       | NQ    | NQ      |
| Squel Stein    | Kobiety     | 42.995     | 15.        | —           | —           | 28 pkt.  | 8.       | NQ    | NQ      |

#### Kolarstwo górskie
Mężczyźni
| Zawodnicy       | Konkurencja    | Czas    | Miejsce |
| --------------- | -------------- | ------- | ------- |
| Rubens Donizete | Cross mężczyzn | 1:34:23 | 24.     |

#### Kolarstwo szosowe
Mężczyźni
| Zawodnik        | Konkurencja                | Czas     | Pozycja |
| --------------- | -------------------------- | -------- | ------- |
| Murilo Fischer  | Wyścig ze startu wspólnego | 5:46:37  | 31.     |
| Magno Nazaret   | Wyścig ze startu wspólnego | DNF      | DNF     |
| Magno Nazaret   | Jazda indywidualna na czas | 55:50.77 | 26.     |
| Gregolry Panizo | Wyścig ze startu wspólnego | DNF      | DNF     |

Kobiety
| Zawodniczka        | Konkurencja                | Czas     | Pozycja |
| ------------------ | -------------------------- | -------- | ------- |
| Clemilda Fernandes | Wyścig ze startu wspólnego | 3:35:56  | 23.     |
| Clemilda Fernandes | Jazda indywidualna na czas | 41:25.39 | 18.     |
| Janildes Fernandes | Wyścig ze startu wspólnego | DNF      | DNF     |
| Fernanda Souza     | Wyścig ze startu wspólnego | OTL      | OTL     |

### Koszykówka
Turniej mężczyzn
Reprezentacja Brazylii w koszykówce mężczyzn brała udział w rozgrywkach grupy B turnieju olimpijskiego, wygrywając 4 mecze i ponosząc jedną porażkę, i zajęła 2. miejsce w grupie. W ćwierćfinale przegrała z Argentyną, odpadając z dalszych rozgrywek.
Tabela grupy
| Miejsce | Drużyna         | Mecze | Punkty | Zwyc. | Por. | Kosze   |
| ------- | --------------- | ----- | ------ | ----- | ---- | ------- |
| 1       | Rosja           | 5     | 10     | 5     | 0    | 403-359 |
| 2       | Brazylia        | 5     | 9      | 4     | 1    | 402-349 |
| 3       | Hiszpania       | 5     | 8      | 3     | 2    | 414-394 |
| 4       | Australia       | 5     | 7      | 2     | 3    | 410-376 |
| 5       | Wielka Brytania | 5     | 6      | 1     | 4    | 380-439 |
| 6       | Chiny           | 5     | 5      | 0     | 5    | 313-405 |

Wyniki
| 29 lipca 201212:15 | Brazylia                                                                     | 75:71(19:20, 17:15, 20:14, 19:22) | Australia                                                 | Basketball Arena, Londyn Sędzia: * Guerrino Cerebuch - William Kennedy - Christos Christodoulou |
| 29 lipca 201212:15 | Pkt:Leandro Barbosa 16 Zb:Varejão, Hilário, Splitter 7 As:Marcelo Huertas 10 | 75:71(19:20, 17:15, 20:14, 19:22) | Pkt:Patrick Mills Zb:David Andersen 8 As:Mills, Nielsen 4 | Basketball Arena, Londyn Sędzia: * Guerrino Cerebuch - William Kennedy - Christos Christodoulou |

| 31 lipca 201217:45 | Wielka Brytania                                                      | 62:67(11:4, 16:23, 16:21, 19:19) | Brazylia                                                                   | Basketball Arena, Londyn Sędzia: * Recep Ankaralı - Ilija Belošević - Fernando Sampietro |
| 31 lipca 201217:45 | Pkt:Mensah-Bonsu, Reinking 13 Zb:Pops Mensah-Bonsu 12 As:Luol Deng 7 | 62:67(11:4, 16:23, 16:21, 19:19) | Pkt:Tiago Splitter 21 Zb:Varejão, Hilário, Splitter 6 As:Marcelo Huertas 8 | Basketball Arena, Londyn Sędzia: * Recep Ankaralı - Ilija Belošević - Fernando Sampietro |

| 2 sierpnia 201217:45 | Brazylia                                                           | 74:75(20:15, 12:25, 21:19, 21:16) | Rosja                                                           | Basketball Arena, Londyn Sędzia: * José Carrion - Luigi Lamonica - Rabah Noujaim |
| 2 sierpnia 201217:45 | Pkt:Leandro Barbosa 16 Zb:Maybyner Rodney Hilário 10 As:Vinicius 4 | 74:75(20:15, 12:25, 21:19, 21:16) | Pkt:Andrej Kirilenko 19 Zb:Monia, Mozgow 7 As:Aleksiej Szwied 6 | Basketball Arena, Londyn Sędzia: * José Carrion - Luigi Lamonica - Rabah Noujaim |

| 4 sierpnia 201217:45 | Chiny                                                 | 59:98(11:25, 10:17, 17:28, 21:28) | Brazylia                                                 | Basketball Arena, Londyn Sędzia: * Carl Jungebrand - Borys Ryschyk - Oļegs Latiševs |
| 4 sierpnia 201217:45 | Pkt:Zhu Fangyu 13 Zb:Yi Jianlian 6 As:Chen Jianghua 2 | 59:98(11:25, 10:17, 17:28, 21:28) | Pkt:Vinicius 14 Zb:Anderson Varejão 13 As:Larry Taylor 6 | Basketball Arena, Londyn Sędzia: * Carl Jungebrand - Borys Ryschyk - Oļegs Latiševs |

| 6 sierpnia 201221:00 | Hiszpania                                                      | 82:88(26:17, 18:21, 22:19, 16:31) | Brazylia                                                          | Basketball Arena, Londyn Sędzia: * Pablo Estévez - Jorge Vázquez - Robert Lottermoser |
| 6 sierpnia 201221:00 | Pkt:Pau Gasol 25 Zb:Pau Gasol 7 As:Calderón, Gasol, Navarro, 4 | 82:88(26:17, 18:21, 22:19, 16:31) | Pkt:Leandro Barbosa 23 Zb:Anderson Varejão 7 As:Marcelo Huertas 6 | Basketball Arena, Londyn Sędzia: * Pablo Estévez - Jorge Vázquez - Robert Lottermoser |

Ćwierćfinał
| 8 sierpnia 201220:00 | Brazylia                                                           | 77:82(26:23, 14:23, 14:18, 23:18) | Argentyna                                                | The O2 Arena, Londyn Sędzia: * Juan Arteaga - José Carrion - Recep Ankaralı |
| 8 sierpnia 201220:00 | Pkt:Huertas, Barbosa 22 Zb:Nene Hilario 12 As:Marcelinho Huertas 5 | 77:82(26:23, 14:23, 14:18, 23:18) | Pkt:Luis Scola 17 Zb:Manu Ginobili 8 As:Pablo Prigioni 8 | The O2 Arena, Londyn Sędzia: * Juan Arteaga - José Carrion - Recep Ankaralı |

Skład
| Nr | Imię i nazwisko          | Data urodzenia (wiek) | Wzrost (cm) | Klub                | Pozycja |
| -- | ------------------------ | --------------------- | ----------- | ------------------- | ------- |
| 4  | Marcelo Machado          | 12.04.1975 (37)       | 201         | CR Flamengo         | G/F     |
| 5  | Raul Togni Neto          | 19.05.1992 (20)       | 185         | Lagun Aro GBC       | G       |
| 6  | Caio Torres              | 3.06.1987 (25)        | 211         | CR Flamengo         | C       |
| 7  | Larry Taylor             | 31.10.1980 (31)       | 185         | Bauru Basketball    | G       |
| 8  | Alex Garcia              | 4.03.1980 (32)        | 191         | UniCEUB/BRB         | G/F     |
| 9  | Marcelinho Huertas       | 25.05.1983 (29)       | 191         | FC Barcelona        | G       |
| 10 | Leandro Barbosa          | 28.11.1982 (29)       | 191         | Indiana Pacers      | G       |
| 11 | Anderson Varejão         | 28.09.1982 (29)       | 211         | Cleveland Cavaliers | F       |
| 12 | Guilherme Giovanonni     | 2.06.1980 (32)        | 204         | UniCEUB/BRB         | F       |
| 13 | Nenê Hilário             | 13.09.1982 (29)       | 211         | Washington Wizards  | F       |
| 14 | Marcus Vinicius de Souza | 31.05.1984 (28)       | 208         | CR Flamengo         | F       |
| 15 | Tiago Splitter           | 1.01.1985 (27)        | 211         | San Antonio Spurs   | C       |

Trener:  Rubén Magnano
Turniej kobiet
Reprezentacja Brazylii w koszykówce kobiet brała udział w rozgrywkach grupy B turnieju olimpijskiego, w której wygrała jeden mecz i przegrała cztery, nie awansując do dalszej fazy turnieju.
Tabela grupy
| Poz. | Reprezentacja   | Pkt | Mecze | Mecze | Mecze | Punkty | Punkty | Punkty |
| Poz. | Reprezentacja   | Pkt | M     | Z     | P     | zdob.  | str.   | bilans |
| ---- | --------------- | --- | ----- | ----- | ----- | ------ | ------ | ------ |
| 1    | Francja         | 10  | 5     | 5     | 0     | 356    | 319    | 37+    |
| 2    | Australia       | 9   | 5     | 4     | 1     | 353    | 322    | 31+    |
| 3    | Rosja           | 8   | 5     | 3     | 2     | 314    | 308    | 6+     |
| 4    | Kanada          | 7   | 5     | 2     | 3     | 328    | 332    | 4-     |
| 5    | Brazylia        | 6   | 5     | 1     | 4     | 329    | 354    | 25-    |
| 6    | Wielka Brytania | 5   | 5     | 0     | 5     | 327    | 376    | 49-    |

Wyniki
| 28 lipca 201221:00 | Brazylia                                                                  | 58:73(20:16, 14:18, 15:18, 9:21) | Francja                                                   | Basketball Arena, Londyn |
| 28 lipca 201221:00 | Pkt:Érika de Souza 17 Zb:Clarissa dos Santos 12 As:Adriana Moisés Pinto 5 | 58:73(20:16, 14:18, 15:18, 9:21) | Pkt:Céline Dumerc 23 Zb:Endéné Miyem 7 As:Céline Dumerc 5 | Basketball Arena, Londyn |

| 30 lipca 201217:45 | Rosja                                                                      | 69:57(19:18, 12:8, 18:17, 20:14) | Brazylia                                                    | Basketball Arena, Londyn |
| 30 lipca 201217:45 | Pkt:Jewgienija Bielakowa 14 Zb:Nadieżda Griszajewa 8 As:trzy zawodniczki 3 | 69:57(19:18, 12:8, 18:17, 20:14) | Pkt:Érika de Souza 15 Zb:Érika de Souza 18 As:Karla Costa 4 | Basketball Arena, Londyn |

| 1 sierpnia 201215:30 | Australia                                                    | 67:61(15:10, 16:11, 20:19, 16:21) | Brazylia                                                   | Basketball Arena, Londyn |
| 1 sierpnia 201215:30 | Pkt:Lauren Jackson 18 Zb:Liz Cambage 10 As:Kristi Harrower 5 | 67:61(15:10, 16:11, 20:19, 16:21) | Pkt:Karla Costa 22 Zb:Dantas do Amaral 10 As:Karla Costa 3 | Basketball Arena, Londyn |

| 3 sierpnia 201215:30 | Brazylia                                                        | 73:79(8:18, 17:21, 18:16, 20:24) | Kanada                                                                   | Basketball Arena, Londyn |
| 3 sierpnia 201215:30 | Pkt:Érika de Souza 18 Zb:Joice Rodrigues 4 As:Érika de Souza 12 | 73:79(8:18, 17:21, 18:16, 20:24) | Pkt:Courtnay Pilypaitis, Kim Smith 14 Zb:Shona Thorburn 8 As:Kim Smith 5 | Basketball Arena, Londyn |

| 5 sierpnia 201223:15 | Wielka Brytania                                                      | 66:78(19:19, 17:20, 17:25, 13:14) | Brazylia                                                                         | Basketball Arena, Londyn |
| 5 sierpnia 201223:15 | Pkt:Natalie Stafford 15 Zb:Natalie Stafford 4 As:Natalie Stafford 11 | 66:78(19:19, 17:20, 17:25, 13:14) | Pkt:Clarissa Santos, Érika de Souza 16 Zb:Adriana Pinto 12 As:Clarissa Santos 13 | Basketball Arena, Londyn |

Skład
| Nr | Imię i nazwisko          | Data urodzenia (wiek) | Wzrost (cm) | Klub                                  | Pozycja |
| -- | ------------------------ | --------------------- | ----------- | ------------------------------------- | ------- |
| 4  | Adriana Moisés Pinto     | 12.06.1978 (34)       | 170         | Pallacanestro Faenza                  | G       |
| 5  | Karla Costa              | 25.09.1978 (33)       | 175         | Vivosabor/Unimed/Folhamatic/Americana | G       |
| 6  | Patricía Ferreira        | 21.03.1979 (33)       | 183         | Ourinhos Basquete                     | G/F     |
| 7  | Joice Rodrigues          | 9.09.1986 (25)        | 175         | Ourinhos Basquete                     | G       |
| 9  | Franciele Nascimento     | 19.10.1987 (24)       | 188         | Txingudi Saski Balio Elkartea         | F       |
| 10 | Silvia Gustavo           | 14.05.1982 (30)       | 185         | Ourinhos Basquete                     | G/F     |
| 11 | Clarissa dos Santos      | 30.07.1985 (26)       | 188         | Ourinhos Basquete                     | F       |
| 12 | Damaris Dantas do Amaral | 17.11.1992 (19)       | 191         | Minnesota Lynx                        | F       |
| 13 | Nádia Colhado            | 25.02.1989 (23)       | 193         | Santo André/Semasa                    | C       |
| 14 | Érika de Souza           | 9.03.1982 (30)        | 196         | Atlanta Dream                         | C       |
| 15 | Tássia Carcavalli        | 31.05.1992 (20)       | 175         | Vivosabor/Unimed/Folhamatic/Americana | G       |

Trener:  Luis Cicchetto

### Lekkoatletyka
Mężczyźni
| Zawodnik                                                          | Konkurencja        | Eliminacje | Eliminacje | Ćwierćfinał | Ćwierćfinał | Półfinał | Półfinał | Finał   | Finał   |
| Zawodnik                                                          | Konkurencja        | Wynik      | Miejsce    | Wynik       | Miejsce     | Wynik    | Miejsce  | Wynik   | Miejsce |
| ----------------------------------------------------------------- | ------------------ | ---------- | ---------- | ----------- | ----------- | -------- | -------- | ------- | ------- |
| Bruno de Barros                                                   | bieg na 200 m      | 20.52      | 2.         | —           | —           | 20.55    | 6.       | NQ      | NQ      |
| Aldemir da Silva Junior                                           | bieg na 200 m      | 20.53      | 2.         | —           | —           | 20.63    | 5.       | NQ      | NQ      |
| Sandro Viana                                                      | bieg na 200 m      | 21.05      | 7.         | —           | —           | NQ       | NQ       | NQ      | NQ      |
| Kléberson Davide                                                  | bieg na 800 m      | DNS        | DNS        | —           | —           | NQ       | NQ       | NQ      | NQ      |
| Fabiano Peçanha                                                   | bieg na 800 m      | 1:46.29    | 2.         | —           | —           | 1:46.29  | 7.       | NQ      | NQ      |
| Franck de Almeida                                                 | maraton            | —          | —          | —           | —           | —        | —        | 2:13:35 | 13.     |
| Marílson dos Santos                                               | maraton            | —          | —          | —           | —           | —        | —        | 2:11:10 | 5.      |
| Paulo Roberto Paula                                               | maraton            | —          | —          | —           | —           | —        | —        | 2:12:17 | 8.      |
| Nílson Andrè Bruno de Barros Aldemir da Silva Junior Sandro Viana | sztafeta 4 × 100 m | 38.35      | 4.         | —           | —           | —        | —        | NQ      | NQ      |
| Caio Bonfim                                                       | chód 20 km         | —          | —          | —           | —           | —        | —        | 1:24:45 | 39.     |

| Zawodnik                | Konkurencja   | Kwalifikacje | Kwalifikacje | Finał | Finał   |
| Zawodnik                | Konkurencja   | Wynik        | Miejsce      | Wynik | Miejsce |
| ----------------------- | ------------- | ------------ | ------------ | ----- | ------- |
| Guilherme Cobbo         | skok wzwyż    | 2.21         | =16.         | NQ    | NQ      |
| Fábio Gomes da Silva    | skok o tyczce | NM           | NM           | NQ    | NQ      |
| Mauro Vinícius da Silva | skok w dal    | 8.11         | 1.           | 8.01  | 7.      |
| Jonathan Henrique Silva | trójskok      | 15.59        | 26.          | NQ    | NQ      |
| Ronald Julião           | rzut dyskiem  | 56.20        | 41.          | NQ    | NQ      |

| Zawodnik               | Konkurencje   | Konkurencje                | Wyniki  | Punkty | Miejsce |
| ---------------------- | ------------- | -------------------------- | ------- | ------ | ------- |
| Luiz Alberto de Araújo | dziesięciobój | bieg 100 m                 | 10.70   | 929    | 6.      |
| Luiz Alberto de Araújo | dziesięciobój | skok w dal                 | 7.16    | 852    | 18.     |
| Luiz Alberto de Araújo | dziesięciobój | pchnięcie kulą             | 13.52   | 699    | 26.     |
| Luiz Alberto de Araújo | dziesięciobój | skok wzwyż                 | 1.93    | 740    | =22.    |
| Luiz Alberto de Araújo | dziesięciobój | bieg 400 m                 | 48.25   | 897    | 5.      |
| Luiz Alberto de Araújo | dziesięciobój | bieg na 110 m przez płotki | 14.79   | 875    | 18.     |
| Luiz Alberto de Araújo | dziesięciobój | rzut dyskiem               | 44.76   | 762    | 16.     |
| Luiz Alberto de Araújo | dziesięciobój | skok o tyczce              | 4.60    | 790    | =15.    |
| Luiz Alberto de Araújo | dziesięciobój | rzut oszczepem             | 51.59   | 612    | 23.     |
| Luiz Alberto de Araújo | dziesięciobój | bieg na 1500 m             | 4:38.04 | 693    | 14.     |
| Luiz Alberto de Araújo | Finał         |                            |         | 7849   | 19.     |

Kobiety
| Zawodniczka                                                             | Konkurencja                | Eliminacje | Eliminacje | Ćwierćfinał | Ćwierćfinał | Półfinał | Półfinał | Finał   | Finał   |
| Zawodniczka                                                             | Konkurencja                | Wynik      | Miejsce    | Wynik       | Miejsce     | Wynik    | Miejsce  | Wynik   | Miejsce |
| ----------------------------------------------------------------------- | -------------------------- | ---------- | ---------- | ----------- | ----------- | -------- | -------- | ------- | ------- |
| Rosângela Santos                                                        | bieg na 100 m              | —          | —          | 11.07       | 2.          | 11.17    | 3.       | NQ      | NQ      |
| Ana Cláudia Silva                                                       | bieg na 200 m              | 23.40      | 5.         | —           | —           | NQ       | NQ       | NQ      | NQ      |
| Evelyn dos Santos                                                       | bieg na 200 m              | 22.97      | 4.         | —           | —           | 22.82    | 7.       | NQ      | NQ      |
| Geisa Coutinho                                                          | bieg na 400 m              | 53.43      | 5.         | —           | —           | NQ       | NQ       | NQ      | NQ      |
| Joelma Sousa                                                            | bieg na 400 m              | 52.69      | 4.         | —           | —           | NQ       | NQ       | NQ      | NQ      |
| Adriana Aparecida da Silva                                              | maraton                    | —          | —          | —           | —           | —        | —        | 2:33:15 | 47.     |
| Jailma de Lima                                                          | bieg na 400 m przez płotki | 57.05      | 8.         | —           | —           | NQ       | NQ       | NQ      | NQ      |
| Evelyn dos Santos Franciela Krasucki Ana Cláudia Silva Rosângela Santos | sztafeta 4 × 100 m         | 42.55      | 5.         | —           | —           | —        | —        | 42.91   | 7.      |
| Geisa Coutinho Jailma de Lima Aline dos Santos Joelma Sousa             | sztafeta 4 × 400 m         | 3:32.95    | 7.         | —           | —           | —        | —        | NQ      | NQ      |

| Zawodniczka          | Konkurencja    | Kwalifikacje | Kwalifikacje | Finał | Finał   |
| Zawodniczka          | Konkurencja    | Wynik        | Miejsce      | Wynik | Miejsce |
| -------------------- | -------------- | ------------ | ------------ | ----- | ------- |
| Fabiana Murer        | skok o tyczce  | 4.50         | 15.          | NQ    | NQ      |
| Maurren Maggi        | skok w dal     | 6.37         | 15.          | NQ    | NQ      |
| Keila Costa          | trójskok       | 13.84        | 20.          | NQ    | NQ      |
| Geísa Arcanjo        | pchnięcie kulą | 18.47        | 11.          | 19.02 | 7.      |
| Andressa de Morais   | rzut dyskiem   | 60.94        | 16.          | NQ    | NQ      |
| Laila Ferrer e Silva | rzut oszczepem | 58.39        | 21.          | NQ    | NQ      |

### Łucznictwo
Mężczyźni
| Zawodnik      | Konkurencja   | Runda rankingowa | Runda rankingowa | 1/32                    | 1/16             | 1/8              | Ćwierćfinał      | Półfinał         | Finał            | Finał   |
| Zawodnik      | Konkurencja   | Punkty           | Rozstawienie     | Przeciwnik Wynik        | Przeciwnik Wynik | Przeciwnik Wynik | Przeciwnik Wynik | Przeciwnik Wynik | Przeciwnik Wynik | Pozycja |
| ------------- | ------------- | ---------------- | ---------------- | ----------------------- | ---------------- | ---------------- | ---------------- | ---------------- | ---------------- | ------- |
| Daniel Xavier | indywidualnie | 654.             | 51.              | Rafał Dobrowolski P 3-7 | NQ               | NQ               | NQ               | NQ               | NQ               | NQ      |

### Pięciobój nowoczesny
| Zawodnik     | Konkurencja | Szermierka | Szermierka | Szermierka | Pływanie | Pływanie | Pływanie | Jazda konna | Jazda konna | Jazda konna | Kombinacja: strzelanie/bieg przełajowy | Kombinacja: strzelanie/bieg przełajowy | Kombinacja: strzelanie/bieg przełajowy | Suma punktów | Pozycja |
| Zawodnik     | Konkurencja | Wynik      | M.         | Punkty     | Czas     | M.       | Punkty   | Kary        | M.          | Punkty      | Czas                                   | M.                                     | Punkty                                 | Suma punktów | Pozycja |
| ------------ | ----------- | ---------- | ---------- | ---------- | -------- | -------- | -------- | ----------- | ----------- | ----------- | -------------------------------------- | -------------------------------------- | -------------------------------------- | ------------ | ------- |
| Yane Marques | Kobiety     | 21-14      | =6.        | 904        | 2:12.39  | 6.       | 1212     | 48          | 9.          | 1152        | 12:06.08                               | 12.                                    | 2072                                   | 5340         | brąz    |

### Piłka nożna
Turniej mężczyzn
Reprezentacja Brazylii w piłce nożnej mężczyzn brała udział w rozgrywkach grupy C turnieju olimpijskiego, w której wygrała wszystkie trzy mecze, awansując do ćwierćfinału. Tam pokonała ona reprezentację Hondurasu, a w półfinale zwyciężyła Koreę Południową. W finale piłkarze z Brazylii przegrali 1:2 z Meksykiem, ostatecznie zdobywając srebrne medale olimpijskie.
Tabela grupy
| Zespół        | Pld | W | D | L | GF | GA | GD | Pts |
| ------------- | --- | - | - | - | -- | -- | -- | --- |
| Brazylia      | 3   | 3 | 0 | 0 | 9  | 3  | +6 | 9   |
| Egipt         | 3   | 1 | 1 | 1 | 6  | 5  | +1 | 4   |
| Białoruś      | 3   | 1 | 0 | 2 | 3  | 6  | -3 | 3   |
| Nowa Zelandia | 3   | 0 | 1 | 2 | 1  | 5  | -4 | 1   |

Wyniki spotkań
Faza grupowa
| 26 lipca 2012 | Brazylia                                              | 3:2   | Egipt                                      |                                                     |
| 19:45         | Rafael da Silva 16' · Leandro Damião 26' · Neymar 30' | (3:0) | 52' Mohamed Aboutreika · 76' Mohamed Salah | Millennium Stadium, Cardiff Sędzia: Gianluca Rocchi |

| 29 lipca 2012 | Brazylia                                      | 3:1   | Białoruś                 |                                                   |
| 12:00         | Alexandre Pato 15' · Neymar 65' · Oscar 90+3' | (1:1) | 8' Renan Bardini Bressan | Old Trafford, Manchester Sędzia: Yuichi Nishimura |

| 1 sierpnia 2012 | Brazylia                                     | 3:0   | Nowa Zelandia |                                                  |
| 14:30           | Danilo 23' · Leandro Damiao 29' · Sandro 52' | (2:0) |               | St James’ Park, Newcastle Sędzia: Bakary Gassama |
| 14:30           | Alex Sandro 76'                              | (2:0) |               | St James’ Park, Newcastle Sędzia: Bakary Gassama |

Ćwierćfinał
| 4 sierpnia 2012 | Brazylia                                 | 3:2   | Honduras                                                                           |                                               |
| 16:00           | Leandro Damiao 38', 60' · Neymar 51' (k) | (1:1) | 12' Mario Martinez · 48' Roger Espinoza · 33' Wilmer Crisanto · 90' Roger Espinoza | St James’ Park, Newcastle Sędzia: Felix Brych |

Półfinał
| 7 sierpnia 2012 | Korea Południowa | 0:3   | Brazylia                             |                                                 |
| 19:45 CET       |                  | (0:1) | 31' Romulo · 57', 64' Leandro Damiao | Old Trafford, Manchester Sędzia: Pavel Kralovec |

Finał
| 11 sierpnia 2012 | Brazylia   | 1:2   | Meksyk                |                                                  |
| 15:00 CET        | Hulk 90+1' | (0:1) | 1', 75' Oribe Peralta | Stadion Wembley, Londyn Sędzia: Mark Clattenburg |

Skład
| Nr | Imię i nazwisko  | Data urodzenia (wiek) | Klub                       | Pozycja |
| -- | ---------------- | --------------------- | -------------------------- | ------- |
| 1  | Gabriel          | 27.09.1992 (20)       | AC Milan                   | B       |
| 2  | Rafael           | 9.07.1990 (22)        | Manchester United          | O       |
| 3  | Thiago Silva (c) | 22.09.1984 (28)       | Paris Saint-Germain        | O       |
| 4  | Juan Jesus       | 10.06.1991 (21)       | Inter Mediolan             | O       |
| 5  | Sandro           | 15.03.1989 (23)       | Tottenham Hotspur          | P       |
| 6  | Marcelo          | 12.05.1988 (24)       | Real Madryt                | O       |
| 7  | Lucas            | 13.08.1992 (19)       | São Paulo FC               | N       |
| 8  | Rômulo           | 19.09.1990 (21)       | Spartak Moskwa             | O       |
| 9  | Leandro Damião   | 22.07.1989 (23)       | Internacional Porto Alegre | N       |
| 10 | Oscar            | 9.09.1991 (20)        | Chelsea                    | P       |
| 11 | Neymar           | 5.02.1992 (20)        | Santos FC                  | N       |
| 12 | Hulk             | 25.07.1986 (26)       | FC Porto                   | N       |
| 13 | Bruno Uvini      | 3.06.1991 (21)        | São Paulo FC               | O       |
| 14 | Danilo           | 15.07.1991 (21)       | FC Porto                   | O       |
| 15 | Alex Sandro      | 26.01.1991 (21)       | FC Porto                   | O       |
| 16 | Ganso            | 12.10.1989 (22)       | Santos FC                  | P       |
| 17 | Alexandre Pato   | 2.09.1989 (22)        | AC Milan                   | N       |
| 18 | Neto             | 19.07.1989 (23)       | ACF Fiorentina             | B       |

Trener:  Mano Menezes
Turniej kobiet
Reprezentacja Brazylii w piłce nożnej kobiet brała udział w rozgrywkach grupy E turnieju olimpijskiego, wygrywając dwa mecze i ponosząc jedną porażkę. Awansowała w ten sposób do ćwierćfinału, w którym uległa Japonii.
Tabela grupy
| Zespół          | M | Z | R | P | GZ | GS | GR  | Pkt |
| --------------- | - | - | - | - | -- | -- | --- | --- |
| Wielka Brytania | 3 | 3 | 0 | 0 | 5  | 0  | +5  | 9   |
| Brazylia        | 3 | 2 | 0 | 1 | 6  | 1  | +5  | 6   |
| Nowa Zelandia   | 3 | 1 | 0 | 2 | 3  | 3  | 0   | 3   |
| Kamerun         | 3 | 0 | 0 | 3 | 1  | 11 | -10 | 0   |

Wyniki spotkań
Faza grupowa
| 25 lipca 2012 | Kamerun | 0:5   | Brazylia                                                              |                                                                    |
| 19:45 CET     |         | (0:2) | 7' Francielle · 10' Renata Costa · 73' (k), 88' Marta · 78' Cristiane | Millennium Stadium, Cardiff Widzów: 30 847 Sędzia: Jenny Palmqvist |

| 28 lipca 2012 | Nowa Zelandia | 0:1   | Brazylia      |                                                                      |
| 15:30 CET     |               | (0:0) | 86' Cristiane | Millennium Stadium, Cardiff Widzów: 30 103 Sędzia: Bibiana Steinhaus |

| 31 lipca 2012 | Wielka Brytania   | 1:0   | Brazylia |                                                                       |
| 20:45 CET     | Steph Houghton 2' | (1:0) |          | Millennium Stadium, Cardiff Widzów: 70 584 Sędzia: Carol Anne Chenard |

Ćwierćfinał
| 3 sierpnia 2012 | Brazylia | 0:2   | Japonia                          |                                                                    |
| 18:00 CET       |          | (0:1) | Yuki Ogimi 27' · Shinobu Ōno 73' | Millennium Stadium, Cardiff Widzów: 28 528 Sędzia: Kirsi Heikkinen |

Skład
| Nr | Imię i nazwisko | Data urodzenia (wiek) | Klub                      | Pozycja |
| -- | --------------- | --------------------- | ------------------------- | ------- |
| 1  | Andréia         | 14.09.1977 (34)       | Juventus São Paulo        | B       |
| 2  | Fabiana         | 4.08.1989 (22)        | Rossijanka Krasnoarmiejsk | N       |
| 3  | Daiane          | 15.04.1983 (29)       | São José EC               | O       |
| 4  | Aline (c)       | 6.07.1982 (30)        | Rossijanka Krasnoarmiejsk | O       |
| 5  | Érika           | 4.02.1988 (24)        | Centro Olímpico           | O       |
| 6  | Maurine         | 14.01.1986 (26)       | Centro Olímpico           | N       |
| 7  | Ester           | 9.12.1982 (29)        | Rossijanka Krasnoarmiejsk | P       |
| 8  | Formiga         | 3.03.1978 (34)        | São José EC               | P       |
| 9  | Thaís Guedes    | 20.01.1993 (19)       | Vitória das Tabocas       | N       |
| 10 | Marta           | 19.02.1986 (26)       | Tyresö FF                 | N       |
| 11 | Cristiane       | 15.05.1985 (27)       | Rossijanka Krasnoarmiejsk | N       |
| 12 | Rosana          | 7.07.1982 (30)        | Centro Olímpico           | P       |
| 13 | Francielle      | 18.10.1989 (22)       | São José EC               | N       |
| 14 | Bruna           | 16.10.1985 (26)       | Foz Cataratas             | P       |
| 15 | Danielli        | 21.01.1987 (25)       | São José EC               | P       |
| 16 | Renata Costa    | 8.07.1986 (26)        | Foz Cataratas             | O       |
| 17 | Grazielle       | 28.03.1981 (31)       | Portuguesa São Paulo      | P       |
| 18 | Bárbara         | 4.07.1988 (24)        | Foz Cataratas             | B       |

Trener:  Jorge Barcellos

### Piłka ręczna
Turniej kobiet
Reprezentacja Brazylii w piłce ręcznej kobiet brała udział w rozgrywkach grupy A turnieju olimpijskiego, wygrywając cztery mecze i ponosząc jedną porażkę. Awansowała z pierwszego miejsca do ćwierćfinału, gdzie przegrała z reprezentacją Norwegii i odpadła z dalszych rozgrywek.
Tabela grupy
| Zespół          | M | Z | R | P | G + | G – | +/- | Pkt |
| --------------- | - | - | - | - | --- | --- | --- | --- |
| Brazylia        | 5 | 4 | 0 | 1 | 137 | 122 | +15 | 8   |
| Chorwacja       | 5 | 4 | 0 | 1 | 145 | 115 | +30 | 8   |
| Rosja           | 5 | 3 | 1 | 1 | 151 | 125 | +26 | 7   |
| Czarnogóra      | 5 | 2 | 1 | 2 | 137 | 123 | +14 | 5   |
| Angola          | 5 | 1 | 0 | 4 | 132 | 142 | -10 | 2   |
| Wielka Brytania | 5 | 0 | 0 | 5 | 91  | 166 | -75 | 0   |

Wyniki spotkań
Rozgrywki grupowe
| 28 lipca 201215:30 | Chorwacja        | 23:24(10:9) | Brazylia                                  | Copper Box, Londyn |
| 28 lipca 201215:30 | Dijana Jovetić 6 | 23:24(10:9) | Alexandra Do Nascimento, Eduarda Amorim 5 | Copper Box, Londyn |
| 28 lipca 201215:30 | 4× · 3×          | 23:24(10:9) | 6× · 3× · 1×                              | Copper Box, Londyn |

| 30 lipca 201220:30 | Brazylia                  | 27:25(15:16) | Czarnogóra           | Copper Box, Londyn |
| 30 lipca 201220:30 | Alexandra Do Nascimento 8 | 27:25(15:16) | Katarina Bulatović 5 | Copper Box, Londyn |
| 30 lipca 201220:30 | 4× · 3× · 1×              | 27:25(15:16) | 7× · 3× · 1×         | Copper Box, Londyn |

| 1 sierpnia 201217:15 | Wielka Brytania | 17:30(8:17) | Brazylia              | Copper Box, Londyn |
| 1 sierpnia 201217:15 | Lyn Byl 5       | 17:30(8:17) | Ana Paula Rodrigues 7 | Copper Box, Londyn |
| 1 sierpnia 201217:15 | 3× · 2×         | 17:30(8:17) | 3× · 3×               | Copper Box, Londyn |

| 3 sierpnia 201217:15 | Rosja           | 31:27(15:14) | Brazylia                  | Copper Box, Londyn |
| 3 sierpnia 201217:15 | Emilija Turej 7 | 31:27(15:14) | Alexandra Do Nascimento 9 | Copper Box, Londyn |
| 3 sierpnia 201217:15 | 7× · 4×         | 31:27(15:14) | 2× · 2×                   | Copper Box, Londyn |

| 5 sierpnia 201212:15 | Brazylia           | 29:26(14:9) | Angola            | Copper Box, Londyn |
| 5 sierpnia 201212:15 | trzy zawodniczki 5 | 29:26(14:9) | Marcelina Kiala 6 | Copper Box, Londyn |
| 5 sierpnia 201212:15 | 1× · 3×            | 29:26(14:9) | 3× · 3×           | Copper Box, Londyn |

Ćwierćfinał
| 7 sierpnia 201210:00 | Brazylia                  | 19:21(13:9) | Norwegia                        | Copper Box, Londyn Sędzia: BONAVENTURA Charlotte, BONAVENTURA Julie |
| 7 sierpnia 201210:00 | Alexandra Do Nascimento 5 | 19:21(13:9) | Linn-Kristin Koren-Riegelhuth 5 | Copper Box, Londyn Sędzia: BONAVENTURA Charlotte, BONAVENTURA Julie |
| 7 sierpnia 201210:00 | 3× · 3×                   | 19:21(13:9) | 1× · 2×                         | Copper Box, Londyn Sędzia: BONAVENTURA Charlotte, BONAVENTURA Julie |

Skład
- Trener: Morten Soubak

| Nr    | Imię i nazwisko         | Data urodzenia (wiek)          | Wzrost (cm) | Waga (kg) | Klub                    | Pozycja      |
| ----- | ----------------------- | ------------------------------ | ----------- | --------- | ----------------------- | ------------ |
| 1     | Chana Masson            | 18 grudnia 1978(dts) (33)      | 183         | 75        | Randers HK              | Bramkarka    |
| 2     | Fabiana Diniz           | 13 maja 1981(dts) (31)         | 183         | 71        | Hypo Niederösterreich   | Obrotowa     |
| 3 (K) | Alexandra Do Nascimento | 16 września 1981(dts) (30)     | 177         | 67        | Hypo Niederösterreich   | Skrzydłowa   |
| 4     | Samira Rocha            | 26 stycznia 1989(dts) (23)     | 170         | 65        | Hypo Niederösterreich   | Skrzydłowa   |
| 5     | Daniela Piedade         | 2 marca 1979(dts) (33)         | 172         | 72        | RK Krim                 | Obrotowa     |
| 8     | Fernanda da Silva       | 25 września 1989(dts) (22)     | 176         | 68        | Hypo Niederösterreich   | Skrzydłowa   |
| 9     | Ana Paula Rodrigues     | 18 października 1987(dts) (22) | 172         | 64        | Hypo Niederösterreich   | Rozgrywająca |
| 10    | Jéssica Quintino        | 16 kwietnia 1991(dts) (22)     | 176         | 65        | A.D. Blumenau           | Rozgrywająca |
| 15    | Silvia Pinheiro         | 11 stycznia 1981(dts) (31)     | 178         | 75        | Toulon Saint Cyr Var HB | Rozgrywająca |
| 16    | Mayssa Pessoa           | 11 sierpnia 1984(dts) (27)     | 180         | 67        | Issy Paris Hand         | Bramkarka    |
| 18    | Eduarda Amorim          | 23 marca 1986(dts) (26)        | 186         | 84        | Győri ETO KC            | Rozgrywająca |
| 20    | Francine Moraes         | 1 stycznia 1981(dts) (31)      | 172         | 63        | Hypo Niederösterreich   | Rozgrywająca |
| 22    | Mayara Moura            | 5 grudnia 1986(dts) (25)       | 170         | 76        | Hypo Niederösterreich   | Rozgrywająca |
| 23    | Jaqueline Anastácio     | 9 listopada 1987(dts) (24)     | 173         | 69        | Gjøvik HK               | Rozgrywająca |
| 81    | Deonise Cavaleiro       | 20 czerwca 1983(dts) (29)      | 180         | 73        | Hypo Niederösterreich   | Rozgrywająca |

### Pływanie
Mężczyźni
| Zawodnik                                                               | Konkurencja        | Eliminacje | Eliminacje | Półfinał | Półfinał | Finał   | Finał   |
| Zawodnik                                                               | Konkurencja        | Czas       | Miejsce    | Czas     | Miejsce  | Czas    | Miejsce |
| ---------------------------------------------------------------------- | ------------------ | ---------- | ---------- | -------- | -------- | ------- | ------- |
| César Cielo                                                            | 50 m dowolnym      | 21.80      | 2.         | 21.54    | =1.      | 21.59   | brąz    |
| César Cielo                                                            | 100 m dowolnym     | 48.67      | 11.        | 48.17    | 5.       | 47.92   | 6.      |
| Bruno Fratus                                                           | 50 m dowolnym      | 21.82      | 3.         | 21.63    | 4.       | 21.61   | 4.      |
| Nicolas Oliveira                                                       | 100 m dowolnym     | 49.51      | 24.        | NQ       | NQ       | NQ      | NQ      |
| Leonardo de Deus                                                       | 200 m grzbietowym  | 1:58.22    | 16.        | 1:58.14  | 13.      | NQ      | NQ      |
| Leonardo de Deus                                                       | 200 m motylkowym   | 1:58.03    | 21.        | NQ       | NQ       | NQ      | NQ      |
| Daniel Orzechowski                                                     | 100 m grzbietowym  | 55.16      | 20.        | NQ       | NQ       | NQ      | NQ      |
| Thiago Pereira                                                         | 200 m zmiennym     | 1:58.31    | 5.         | 1:57.45  | 4.       | 1:56.74 | 4.      |
| Thiago Pereira                                                         | 400 m zmiennym     | 4:12.39    | 4.         | —        | —        | 4:08.86 | srebro  |
| Felipe Lima                                                            | 100 m klasycznym   | 1:00.57    | 16.        | 1:00.08  | 13.      | NQ      | NQ      |
| Felipe França Silva                                                    | 100 m klasycznym   | 1:00.38    | 15.        | 1:00.01  | 12.      | NQ      | NQ      |
| Henrique Barbosa                                                       | 200 m klasycznym   | 2:12.05    | 19.        | NQ       | NQ       | NQ      | NQ      |
| Tales Cerdeira                                                         | 200 m klasycznym   | 2:11.05    | 13.        | 2:09.77  | 9.       | NQ      | NQ      |
| Kaio de Almeida                                                        | 100 m motylkowym   | 53.14      | 27.        | NQ       | NQ       | NQ      | NQ      |
| Kaio de Almeida                                                        | 200 m motylkowym   | 1:56.99    | =17.       | NQ       | NQ       | NQ      | NQ      |
| Henrique Rodrigues                                                     | 200 m zmiennym     | 1:59.37    | 10.        | 1:59.58  | 12.      | NQ      | NQ      |
| Marcelo Chierighini Bruno Fratus Nicolas Oliveira Nicolas Santos       | 4 × 100 m dowolnym | 3:16.14    | 9.         | —        | —        | NQ      | NQ      |
| Thiago Pereira Felipe França Silva Kaio de Almeida Marcelo Chierighini | 4 × 100 m zmiennym | 3:37.00    | 15.        | —        | —        | NQ      | NQ      |

Kobiety
| Zawodniczka       | Konkurencja       | Eliminacje | Eliminacje | Półfinał | Półfinał | Finał | Finał   |
| Zawodniczka       | Konkurencja       | Czas       | Miejsce    | Czas     | Miejsce  | Czas  | Miejsce |
| ----------------- | ----------------- | ---------- | ---------- | -------- | -------- | ----- | ------- |
| Daynara de Paula  | 100 m dowolnym    | 55.94      | 19.        | NQ       | NQ       | NQ    | NQ      |
| Daynara de Paula  | 100 m motylkowym  | 1:00.14    | 33.        | NQ       | NQ       | NQ    | NQ      |
| Graciele Herrmann | 50 m dowolnym     | 25.44      | 18.        | NQ       | NQ       | NQ    | NQ      |
| Fabíola Molina    | 100 m grzbietowym | 1:01.40    | 25.        | NQ       | NQ       | NQ    | NQ      |
| Joanna Maranhão   | 200 m motylkowym  | 2:13.17    | 26.        | NQ       | NQ       | NQ    | NQ      |
| Joanna Maranhão   | 200 m zmiennym    | 2:14.26    | 16.        | 2:14.74  | 15.      | NQ    | NQ      |
| Joanna Maranhão   | 400 m zmiennym    | DNS        | DNS        | —        | —        | NQ    | NQ      |
| Poliana Okimoto   | 10 km             | —          | —          | —        | —        | DNF   | DNF     |

### Pływanie synchroniczne
| Zawodniczki                   | Konkurencja | Układ techniczny | Układ techniczny | Układ dowolny (eliminacje) | Układ dowolny (eliminacje) | Układ dowolny (eliminacje) | Układ dowolny (finał) | Układ dowolny (finał)      | Układ dowolny (finał) |
| Zawodniczki                   | Konkurencja | Punkty           | Miejsce          | Punkty                     | Razem (techniczny + wolny) | Miejsce                    | Punkty                | Razem (techniczny + wolny) | Miejsce               |
| ----------------------------- | ----------- | ---------------- | ---------------- | -------------------------- | -------------------------- | -------------------------- | --------------------- | -------------------------- | --------------------- |
| Lara Teixeira Nayara Figueira | Duet        | 87.100           | 12.              | 87.000                     | 174.100                    | 13.                        | NQ                    | NQ                         | NQ                    |

### Podnoszenie ciężarów
Mężczyźni
| Zawodnik      | Konkurencja  | Rwanie | Rwanie  | Podrzut | Podrzut | Razem | Pozycja |
| Zawodnik      | Konkurencja  | Wynik  | Pozycja | Wynik   | Pozycja | Razem | Pozycja |
| ------------- | ------------ | ------ | ------- | ------- | ------- | ----- | ------- |
| Fernando Reis | Ponad 105 kg | 180    | 13.     | 220     | 12.     | 400   | 12.     |

Kobiety
| Zawodniczka        | Konkurencja | Rwanie | Rwanie  | Podrzut | Podrzut | Razem | Pozycja |
| Zawodniczka        | Konkurencja | Wynik  | Pozycja | Wynik   | Pozycja | Razem | Pozycja |
| ------------------ | ----------- | ------ | ------- | ------- | ------- | ----- | ------- |
| Jaqueline Ferreira | Do 75 kg    | 102    | 8.      | 128     | 7.      | 230   | 8.      |

### Siatkówka

#### Siatkówka halowa
Turniej mężczyzn
Reprezentacja Brazylii mężczyzn w siatkówce halowej występowała w grupie B turnieju olimpijskiego, gdzie wygrała cztery mecze i przegrała jedno spotkanie, awansując do dalszej fazy rozgrywek. W ćwierćfinale pokonała Argentynę, w półfinale Włochy, by w finale ulec reprezentacji Rosji. Brazylijczycy zdobyli w ten sposób srebrne medale olimpijskie.
Tabela grupy
| Lp. | Drużyna           | Pkt | Mecze | Mecze   | Mecze   | Sety | Sety | Sety  | Małe punkty | Małe punkty | Małe punkty |
| Lp. | Drużyna           | Pkt | M     | W (3:2) | P (2:3) | wyg. | prz. | ratio | zdob.       | str.        | ratio       |
| --- | ----------------- | --- | ----- | ------- | ------- | ---- | ---- | ----- | ----------- | ----------- | ----------- |
| 1   | Stany Zjednoczone | 13  | 5     | 4 (0)   | 1 (1)   | 14   | 4    | 3.500 | 427         | 370         | 1.154       |
| 2   | Brazylia          | 11  | 5     | 4 (1)   | 1 (0)   | 13   | 5    | 2.600 | 418         | 379         | 1.103       |
| 3   | Rosja             | 11  | 5     | 4 (1)   | 1 (0)   | 12   | 5    | 2.400 | 408         | 352         | 1.159       |
| 4   | Niemcy            | 5   | 5     | 2 (1)   | 3 (0)   | 6    | 11   | 0.545 | 379         | 388         | 0.977       |
| 5   | Serbia            | 5   | 5     | 1 (0)   | 4 (2)   | 7    | 13   | 0.538 | 413         | 455         | 0.908       |
| 6   | Tunezja           | 0   | 5     | 0 (0)   | 5 (0)   | 1    | 15   | 0.067 | 294         | 395         | 0.744       |

Źródło: fivb.org
Punktacja: 3:0 i 3:1 – 3 pkt; 3:2 – 2 pkt; 2:3 – 1 pkt; 1:3 i 0:3 – 0 pkt
Zasady ustalania kolejności: 1. liczba punktów; 2. liczba zwycięstw; 3. stosunek setów; 4. stosunek małych punktów; 5. bilans w bezpośrednich meczach
Wyniki spotkań
| Data         | Godzina | Drużyna 1 | Wynik | Drużyna 2         | Set 1 | Set 2 | Set 3 | Set 4 | Set 5 | Widzów | Raport |
| ------------ | ------- | --------- | ----- | ----------------- | ----- | ----- | ----- | ----- | ----- | ------ | ------ |
| Faza grupowa |         |           |       |                   |       |       |       |       |       |        |        |
| 29.07        | 10:30   | Tunezja   | 0:3   | Brazylia          | 18:25 | 21:25 | 17:25 | --:-- | --:-- | 10.000 |        |
| 31.07        | 23:00   | Brazylia  | 3:0   | Rosja             | 25:21 | 25:23 | 25:21 | --:-- | --:-- | 14.800 |        |
| 02.08        | 21:00   | Brazylia  | 1:3   | Stany Zjednoczone | 25:23 | 25:27 | 19:25 | 17:25 | --:-- | 11.500 |        |
| 04.08        | 23:00   | Brazylia  | 3:2   | Serbia            | 22:25 | 25:15 | 20:25 | 25:22 | 15:9  | 11.000 |        |
| 06.08        | 23:00   | Brazylia  | 3:0   | Niemcy            | 25:21 | 25:22 | 25:19 | --:-- | --:-- | 12.000 |        |
| Ćwierćfinał  |         |           |       |                   |       |       |       |       |       |        |        |
| 08.08        | 15:00   | Brazylia  | 3:0   | Argentyna         | 25:19 | 25:17 | 25:20 | --:-- | --:-- | 11.500 |        |
| Półfinał     |         |           |       |                   |       |       |       |       |       |        |        |
| 10.08        | 20:30   | Brazylia  | 3:0   | Włochy            | 25:21 | 25:12 | 25:21 | --:-- | --:-- | 14.000 |        |
| Finał        |         |           |       |                   |       |       |       |       |       |        |        |
| 12.08        | 14:00   | Brazylia  | 2:3   | Rosja             | 25:19 | 25:20 | 27:29 | 22:25 | 9:15  | 14.500 |        |

Skład
| Nr | Imię i nazwisko        | Data urodzenia (wiek) | Wzrost (cm) | Klub                   | Pozycja |
| -- | ---------------------- | --------------------- | ----------- | ---------------------- | ------- |
| 1  | Bruno Rezende          | 02.07.1986 (26)       | 196         | RJX Rio de Janeiro     | R       |
| 4  | Wallace de Souza       | 26.06.1987 (25)       | 198         | Sada Cruzeiro Vôlei    | R       |
| 5  | Sidão                  | 09.07.1982 (30)       | 203         | SESI São Paulo         | Ś       |
| 6  | Leandro Vissotto Neves | 30.04.1983 (29)       | 212         | Ural Ufa               | A       |
| 7  | Giba (K)               | 23.12.1976 (35)       | 192         | Club Ciudad de Bolívar | P       |
| 8  | Murilo Endres          | 03.05.1981 (31)       | 199         | SESI São Paulo         | P       |
| 10 | Sérgio Dutra Santos    | 05.10.1975 (36)       | 184         | SESI São Paulo         | L       |
| 11 | Thiago Alves           | 26.07.1986 (26)       | 194         | RJX Rio de Janeiro     | P       |
| 14 | Rodrigão               | 17.04.1979 (33)       | 205         | Ziraat Bankası Ankara  | Ś       |
| 16 | Lucas Saatkamp         | 06.03.1986 (26)       | 209         | RJX Rio de Janeiro     | Ś       |
| 17 | Ricardo Garcia         | 19.11.1975 (36)       | 191         | Vôlei Futuro           | R       |
| 18 | Dante Amaral           | 30.09.1980 (31)       | 201         | RJX Rio de Janeiro     | P       |

Trener: Bernardo Rezende
Turniej kobiet
Reprezentacja Brazylii w siatkówce halowej kobiet brała udział w rozgrywkach grupy B turnieju olimpijskiego, wygrywając trzy spotkania i przegrywając dwa. Awansowała do ćwierćfinału, w którym pokonała Rosję. W półfinale wygrała z Japonią, a w finale z reprezentacją Stanów Zjednoczonych, zdobywając w ten sposób złoty medal olimpijski.
Tabela grupy
| Lp. | Drużyna           | Pkt | Mecze | Mecze   | Mecze   | Sety | Sety | Sety  | Małe punkty | Małe punkty | Małe punkty |
| Lp. | Drużyna           | Pkt | M     | W (3:2) | P (2:3) | wyg. | prz. | ratio | zdob.       | str.        | ratio       |
| --- | ----------------- | --- | ----- | ------- | ------- | ---- | ---- | ----- | ----------- | ----------- | ----------- |
| 1   | Stany Zjednoczone | 15  | 5     | 5 (0)   | 0 (0)   | 15   | 2    | 7.500 | 426         | 345         | 1.235       |
| 2   | Chiny             | 9   | 5     | 3 (1)   | 2 (1)   | 11   | 10   | 1.100 | 475         | 461         | 1.030       |
| 3   | Korea Południowa  | 8   | 5     | 2 (0)   | 3 (2)   | 11   | 10   | 1.100 | 449         | 451         | 0.996       |
| 4   | Brazylia          | 7   | 5     | 3 (2)   | 2 (0)   | 10   | 10   | 1.000 | 447         | 420         | 1.064       |
| 5   | Turcja            | 6   | 5     | 2 (1)   | 3 (1)   | 9    | 11   | 0.818 | 434         | 443         | 0.980       |
| 6   | Serbia            | 0   | 5     | 0 (0)   | 5 (0)   | 2    | 15   | 0.133 | 296         | 407         | 0.727       |

Źródło: fivb.org
Punktacja: 3:0 i 3:1 – 3 pkt; 3:2 – 2 pkt; 2:3 – 1 pkt; 1:3 i 0:3 – 0 pkt
Zasady ustalania kolejności: 1. liczba punktów; 2. liczba zwycięstw; 3. stosunek setów; 4. stosunek małych punktów; 5. bilans w bezpośrednich meczach
Wyniki spotkań
| Data         | Godzina | Drużyna 1 | Wynik | Drużyna 2         | Set 1 | Set 2 | Set 3 | Set 4 | Set 5 | Widzów | Raport |
| ------------ | ------- | --------- | ----- | ----------------- | ----- | ----- | ----- | ----- | ----- | ------ | ------ |
| Faza grupowa |         |           |       |                   |       |       |       |       |       |        |        |
| 28.07        | 23:00   | Brazylia  | 3:2   | Turcja            | 25:18 | 23:25 | 25:19 | 25:27 | 15:12 | 8.000  |        |
| 30.07        | 17:45   | Brazylia  | 1:3   | Stany Zjednoczone | 18:25 | 17:25 | 25:22 | 21:25 | --:-- | 15.000 |        |
| 01.08        | 23:00   | Brazylia  | 0:3   | Korea Południowa  | 23:25 | 21:25 | 21:25 | --:-- | --:-- | 11.000 |        |
| 03.08        | 10:30   | Brazylia  | 3:2   | Chiny             | 25:16 | 20:25 | 25:18 | 28:30 | 15:10 | 11.000 |        |
| 05.08        | 23:00   | Brazylia  | 3:0   | Serbia            | 25:10 | 25:22 | 25:16 | --:-- | --:-- | 8.000  |        |
| Ćwierćfinał  |         |           |       |                   |       |       |       |       |       |        |        |
| 07.08        | 14:00   | Brazylia  | 3:2   | Rosja             | 24:26 | 25:22 | 19:25 | 25:22 | 21:19 | 11.500 |        |
| Półfinał     |         |           |       |                   |       |       |       |       |       |        |        |
| 09.08        | 20:30   | Brazylia  | 3:0   | Japonia           | 25:18 | 25:15 | 25:18 | --:-- | --:-- | 13.500 |        |
| Finał        |         |           |       |                   |       |       |       |       |       |        |        |
| 11.08        | 19:30   | Brazylia  | 3:1   | Stany Zjednoczone | 11:25 | 25:17 | 25:20 | 25:17 | --:-- | 13.500 |        |

Skład
| Nr | Imię i nazwisko      | Data urodzenia (wiek) | Wzrost (cm) | Klub           | Pozycja |
| -- | -------------------- | --------------------- | ----------- | -------------- | ------- |
| 1  | Fabiana Claudino (K) | 24.01.1985 (27)       | 193         | SESI/SP        | Ś       |
| 3  | Dani Lins            | 05.01.1985 (27)       | 183         | SESI/SP        | R       |
| 4  | Paula Pequeno        | 22.01.1982 (30)       | 184         | Fenerbahçe SK  | P       |
| 5  | Adenízia Silva       | 18.12.1986 (25)       | 185         | Sollys/Osasco  | Ś       |
| 6  | Thaísa Menezes       | 05.05.1987 (25)       | 196         | Sollys/Osasco  | Ś       |
| 8  | Jaqueline            | 31.12.1983 (28)       | 186         | Sollys/Osasco  | P       |
| 9  | Fernanda Ferreira    | 10.01.1980 32)        | 175         | İqtisadçı Baku | R       |
| 11 | Tandara Caixeta      | 30.12.1988 (23)       | 184         | Sollys/Osasco  | A       |
| 12 | Natália Pereira      | 04.04.1989 (23)       | 183         | Unilever       | P       |
| 13 | Sheilla              | 01.07.1983 (29)       | 185         | Sollys/Osasco  | A       |
| 14 | Fabí                 | 07.03.1980 (32)       | 169         | Unilever       | L       |
| 16 | Fernanda Garay       | 10.05.1986 (26)       | 179         | Vôlei Futuro   | P       |

Trener:  José Roberto Guimarães

#### Siatkówka plażowa
| Zawodnicy                         | Konkurencja | Faza grupowa                              | Faza grupowa                                   | Faza grupowa                             | Pozycja | 1/8                                         | Ćwierćfinały                               | Półfinały                              | Finał/O 3. miejsce                           | Finał/O 3. miejsce |
| Zawodnicy                         | Konkurencja | Przeciwnicy Wynik                         | Przeciwnicy Wynik                              | Przeciwnicy Wynik                        | Pozycja | Przeciwnicy Wynik                           | Przeciwnicy Wynik                          | Przeciwnicy Wynik                      | Przeciwnicy Wynik                            | Pozycja            |
| --------------------------------- | ----------- | ----------------------------------------- | ---------------------------------------------- | ---------------------------------------- | ------- | ------------------------------------------- | ------------------------------------------ | -------------------------------------- | -------------------------------------------- | ------------------ |
| Alison Cerutti Emanuel Rego       | Mężczyźni   | Doppler/Horst W 2-1 (19-21, 21-17, 16-14) | Bellaguarda/Heuscher W 2-0 (21-17, 21-12)      | Lupo/Nicolai W 2-0 (26-24, 21-18)        | 1.      | Erdmann/Matysik W 2-0 (21-16, 21-14)        | Fijałek/Prudel W 2-1 (21-17, 16-21, 17-15) | Pļaviņš/Šmēdiņš W 2-0 (21-15, 22-20)   | Brink/Reckermann P 1-2 (21-23, 21-16, 14-16) | srebro             |
| Pedro Cunha Ricardo Santos        | Mężczyźni   | Skarlund/Spinnangr W 2-0 (21-14, 21-18)   | Garcia Thompson/Grotowski W 2-0 (21-17, 21-12) | Binstock/Reader W 2-0 (21-18, 24-22)     | 1.      | Gavira/Herrera W 2-0 (21-18, 21-19)         | Brink/Reckermann P 0-2 (15-21, 19-21)      | NQ                                     | NQ                                           | NQ                 |
| Juliana Felisberta Larissa França | Kobiety     | Rigobert/Li Yuk Lo W 2-0 (21-5, 21-10)    | Holtwick/Semmler W 2-0 (21-18, 21-13)          | Háječková/Klapalová W 2-0 (21-12, 21-18) | 1.      | Meppelink/van Gestel W 2-0 (21-10, 21-17)   | Goller/Ludwig W 2-0 (21-10, 21-19)         | Kessy/Ross P 1-2 (21-15, 19-21, 12-15) | Xue C/Zhang X W 2-1 (11-21, 21-19, 15-12)    | brąz               |
| Maria Antonelli Talita Antunes    | Kobiety     | Meppelink/van Gestel W 2-0 (21-10, 21-19) | Goller/Ludwig W 2-1 (21-19, 29-31, 15-13)      | Bawden/Palmer W 2-1 (18-21, 21-16, 15-9) | 1.      | Kolocová/Slutová P 1-2 (16-21, 22-20, 9-15) | NQ                                         | NQ                                     | NQ                                           | NQ                 |

### Skoki do wody
Mężczyźni
| Zawodnik     | Konkurencja                  | Preeliminacje | Preeliminacje | Półfinał | Półfinał | Finał  | Finał   |
| Zawodnik     | Konkurencja                  | Punkty        | Miejsce       | Punkty   | Miejsce  | Punkty | Miejsce |
| ------------ | ---------------------------- | ------------- | ------------- | -------- | -------- | ------ | ------- |
| César Castro | trampolina 3 m indywidualnie | 441.90        | 14.           | 388.40   | 17.      | NQ     | NQ      |
| Hugo Parisi  | wieża 10 m indywidualnie     | 363.70        | 30.           | NQ       | NQ       | NQ     | NQ      |

Kobiety
| Zawodniczka    | Konkurencja                  | Preeliminacje | Preeliminacje | Półfinał | Półfinał | Finał  | Finał   |
| Zawodniczka    | Konkurencja                  | Punkty        | Miejsce       | Punkty   | Miejsce  | Punkty | Miejsce |
| -------------- | ---------------------------- | ------------- | ------------- | -------- | -------- | ------ | ------- |
| Juliana Veloso | trampolina 3 m indywidualnie | 241.15        | 28.           | NQ       | NQ       | NQ     | NQ      |

### Strzelectwo
Mężczyźni
| Zawodnik      | Konkurencja   | Kwalifikacje | Kwalifikacje | Finał  | Finał   |
| Zawodnik      | Konkurencja   | Punkty       | Miejsce      | Punkty | Miejsce |
| ------------- | ------------- | ------------ | ------------ | ------ | ------- |
| Felipe Fuzaro | trap podwójny | 131          | 17.          | NQ     | NQ      |

Kobiety
| Zawodniczka     | Konkurencja                | Kwalifikacje | Kwalifikacje | Finał  | Finał   |
| Zawodniczka     | Konkurencja                | Punkty       | Miejsce      | Punkty | Miejsce |
| --------------- | -------------------------- | ------------ | ------------ | ------ | ------- |
| Ana Luiza Mello | pistolet sportowy 25 m     | 560          | 39.          | NQ     | NQ      |
| Ana Luiza Mello | pistolet pneumatyczny 10 m | 367          | 43.          | NQ     | NQ      |

### Szermierka
Mężczyźni
| Zawodnik        | Konkurencja          | 1/32             | 1/16              | 1/8              | Ćwierćfinały     | Półfinały        | Finał            | Finał   |
| Zawodnik        | Konkurencja          | Przeciwnik Wynik | Przeciwnik Wynik  | Przeciwnik Wynik | Przeciwnik Wynik | Przeciwnik Wynik | Przeciwnik Wynik | Pozycja |
| --------------- | -------------------- | ---------------- | ----------------- | ---------------- | ---------------- | ---------------- | ---------------- | ------- |
| Athos Schwantes | Szpada indywidualnie | —                | Verwijlen P 10-15 | NQ               | NQ               | NQ               | NQ               | NQ      |
| Guilherme Toldo | Floret indywidualnie | Ali W 15-6       | Imboden P 5-15    | NQ               | NQ               | NQ               | NQ               | NQ      |
| Renzo Agresta   | Szabla indywidualnie | —                | Wagner P 6-15     | NQ               | NQ               | NQ               | NQ               | NQ      |

### Taekwondo
| Zawodnicy         | Konkurencja | 1/16              | Ćwierćfinał       | Półfinał          | Repasaż 1         | O brązowy medal   | Finał             | Finał   |
| Zawodnicy         | Konkurencja | Przeciwnicy Wynik | Przeciwnicy Wynik | Przeciwnicy Wynik | Przeciwnicy Wynik | Przeciwnicy Wynik | Przeciwnicy Wynik | Pozycja |
| ----------------- | ----------- | ----------------- | ----------------- | ----------------- | ----------------- | ----------------- | ----------------- | ------- |
| Diogo Silva       | 68 kg(m)    | Kim W 3-2         | Abu-Libdeh W 7-5  | Motamed P 5-5 SUP | —                 | Jennings P 5-8    | NQ                | 5.      |
| Natália Falavigna | +67 kg(k)   | Lee IJ P 9-13     | NQ                | NQ                | NQ                | NQ                | NQ                | NQ      |

### Tenis stołowy
Mężczyźni
| Zawodnik                                   | Konkurencja       | Eliminacje       | Runda 1           | Runda 2          | Runda 3          | Runda 4          | Ćwierćfinały     | Półfinały        | Finał            | Finał   |
| Zawodnik                                   | Konkurencja       | Przeciwnik Wynik | Przeciwnik Wynik  | Przeciwnik Wynik | Przeciwnik Wynik | Przeciwnik Wynik | Przeciwnik Wynik | Przeciwnik Wynik | Przeciwnik Wynik | Pozycja |
| ------------------------------------------ | ----------------- | ---------------- | ----------------- | ---------------- | ---------------- | ---------------- | ---------------- | ---------------- | ---------------- | ------- |
| Hugo Hoyama                                | Singel            | BYE              | Wang Zengyi P 3-4 | NQ               | NQ               | NQ               | NQ               | NQ               | NQ               | NQ      |
| Gustavo Tsuboi                             | Singel            | BYE              | Ghosh P 2-4       | NQ               | NQ               | NQ               | NQ               | NQ               | NQ               | NQ      |
| Hugo Hoyama Thiago Monteiro Gustavo Tsuboi | turniej drużynowy | —                | —                 | —                | —                | Hongkong P 0-3   | NQ               | NQ               | NQ               | NQ      |

Kobiety
| Zawodniczka                           | Konkurencja       | Eliminacje          | Runda 1             | Runda 2             | Runda 3             | Runda 4                | Ćwierćfinały        | Półfinały           | Finał               | Finał   |
| Zawodniczka                           | Konkurencja       | Przeciwniczka Wynik | Przeciwniczka Wynik | Przeciwniczka Wynik | Przeciwniczka Wynik | Przeciwniczka Wynik    | Przeciwniczka Wynik | Przeciwniczka Wynik | Przeciwniczka Wynik | Pozycja |
| ------------------------------------- | ----------------- | ------------------- | ------------------- | ------------------- | ------------------- | ---------------------- | ------------------- | ------------------- | ------------------- | ------- |
| Caroline Kumahara                     | Singel            | Farah W 4-0         | Parker P 0-4        | NQ                  | NQ                  | NQ                     | NQ                  | NQ                  | NQ                  | NQ      |
| Lígia Silva                           | Singel            | Lulu W 4-0          | Lay JF P 1-4        | NQ                  | NQ                  | NQ                     | NQ                  | NQ                  | NQ                  | NQ      |
| Gui Lin Caroline Kumahara Lígia Silva | turniej drużynowy | —                   | —                   | —                   | —                   | Korea Południowa P 0-3 | NQ                  | NQ                  | NQ                  | NQ      |

### Tenis ziemny
Mężczyźni
| Zawodnik                  | Konkurencja    | 1/32                                | 1/16                                     | 1/8                                          | Ćwierćfinały                               | Półfinały        | Finał            | Finał         |
| Zawodnik                  | Konkurencja    | Przeciwnik Wynik                    | Przeciwnik Wynik                         | Przeciwnik Wynik                             | Przeciwnik Wynik                           | Przeciwnik Wynik | Przeciwnik Wynik | Pozycja       |
| ------------------------- | -------------- | ----------------------------------- | ---------------------------------------- | -------------------------------------------- | ------------------------------------------ | ---------------- | ---------------- | ------------- |
| Thomaz Bellucci           | gra pojedyncza | Jo-Wilfried Tsonga 7:6(5), 4:6, 4:6 | → Nie awansował                          | → Nie awansował                              | → Nie awansował                            | → Nie awansował  | → Nie awansował  | Miejsca 33-64 |
| Marcelo Melo Bruno Soares | gra podwójna   |                                     | John Isner Andy Roddick 6:2, 6:4         | Tomáš Berdych Radek Štěpánek 1:6, 6:4, 24:22 | Michaël Llodra Jo-Wilfried Tsonga 4:6, 2:6 | → Nie awansowali | → Nie awansowali | Miejsca 5-8   |
| Thomaz Bellucci André Sá  | gra podwójna   |                                     | Bob Bryan Mike Bryan 6:7(5), 7:6(5), 3:6 | → Nie awansowali                             | → Nie awansowali                           | → Nie awansowali | → Nie awansowali | Miejsca 17-32 |

### Triathlon
| Zawodnicy        | Konkurencja | Pływanie (1,5 km) | Zmiana 1 | Jazda na rowerze (40 km) | Zmiana 2 | Bieg (10 km) | Czas    | Pozycja |
| ---------------- | ----------- | ----------------- | -------- | ------------------------ | -------- | ------------ | ------- | ------- |
| Reinaldo Colucci | Mężczyźni   | 18:56             | 0:41     | 58:47                    | 0:28     | 32:07        | 1:50:59 | 36.     |
| Diogo Sclebin    | Mężczyźni   | 18:10             | 0:41     | 59:36                    | 0:31     | 32:53        | 1:51:51 | 44.     |
| Pâmella Oliveira | Kobiety     | 18:27             | 0:42     | 1:08:16                  | 0:36     | 36:01        | 2:04:02 | 30.     |

### Wioślarstwo
Mężczyźni
| Zawodnik         | Konkurencja | Eliminacje | Eliminacje | Repasaże | Repasaże | Ćwierćfinał | Ćwierćfinał | Półfinał | Półfinał | Finał   | Finał   |
| Zawodnik         | Konkurencja | Czas       | Miejsce    | Czas     | Miejsce  | Czas        | Miejsce     | Czas     | Miejsce  | Czas    | Miejsce |
| ---------------- | ----------- | ---------- | ---------- | -------- | -------- | ----------- | ----------- | -------- | -------- | ------- | ------- |
| Anderson Nocetti | jedynka     | 7:03.78    | 4. (R)     | 7:07.17  | 1. (QF)  | 7:17.37     | 6. (P CD)   | 7:54.18  | 5. (F D) | 7:25.03 | 19.     |

Kobiety
| Zawodniczka                     | Konkurencja                  | Eliminacje | Eliminacje | Repasaże | Repasaże | Ćwierćfinał | Ćwierćfinał | Półfinał | Półfinał | Finał   | Finał   |
| Zawodniczka                     | Konkurencja                  | Czas       | Miejsce    | Czas     | Miejsce  | Czas        | Miejsce     | Czas     | Miejsce  | Czas    | Miejsce |
| ------------------------------- | ---------------------------- | ---------- | ---------- | -------- | -------- | ----------- | ----------- | -------- | -------- | ------- | ------- |
| Kissya Cataldo                  | jedynka                      | 8:07.75    | 4. (QF)    | —        | —        | 8:12.85     | 6. (P CD)   | 8:01.64  | 2. (F C) | DNS     | 18.     |
| Fabiana Beltrame Luana Bartholo | dwójka podwójna wagi lekkiej | 7:34.37    | 6. (R)     | 7:27.46  | 4. (F C) | —           | —           | NQ       | NQ       | 7:41.43 | 13.     |

### Zapasy
Kobiety
| Zawodniczka | Konkurencja | Kwalifikacje        | 1/8                 | Ćwierćfinał         | Półfinał            | Repasaż 1           | Repasaż 2           | Finał               | Finał   |
| Zawodniczka | Konkurencja | Przeciwniczka Wynik | Przeciwniczka Wynik | Przeciwniczka Wynik | Przeciwniczka Wynik | Przeciwniczka Wynik | Przeciwniczka Wynik | Przeciwniczka Wynik | Miejsce |
| ----------- | ----------- | ------------------- | ------------------- | ------------------- | ------------------- | ------------------- | ------------------- | ------------------- | ------- |
| Joice Silva | -55 kg      | BYE                 | Żołobowa P 0-3      | NQ                  | NQ                  | NQ                  | NQ                  | NQ                  | NQ      |

### Żeglarstwo
Mężczyźni
| Zawodnik                   | Konkurencja | Wyścig | Wyścig | Wyścig | Wyścig | Wyścig | Wyścig | Wyścig | Wyścig | Wyścig | Wyścig | Wyścig | Punkty | Finałowa pozycja |
| Zawodnik                   | Konkurencja | 1      | 2      | 3      | 4      | 5      | 6      | 7      | 8      | 9      | 10     | M*     | Punkty | Finałowa pozycja |
| -------------------------- | ----------- | ------ | ------ | ------ | ------ | ------ | ------ | ------ | ------ | ------ | ------ | ------ | ------ | ---------------- |
| Ricardo Winicki            | RS:X        | 14     | 9      | 14     | 21     | 14     | 22     | 4      | 10     | 5      | 18     | 10     | 113    | 9.               |
| Bruno Fontes               | Laser       | 17     | 2      | 12     | 19     | 10     | 27     | 23     | 21     | 16     | 5      | –      | 125    | 13.              |
| Jorge Zarif                | Finn        | 15     | 20     | 15     | 20     | 16     | 24     | 14     | 21     | 19     | 21     | –      | 161    | 20.              |
| Bruno Prada Robert Scheidt | Star        | 4      | 1      | 9      | 6      | 2      | 1      | 3      | 5      | 1      | 3      | 14     | 40     | brąz             |

Kobiety
| Zawodniczka                     | Konkurencja  | Wyścig | Wyścig | Wyścig | Wyścig | Wyścig | Wyścig | Wyścig | Wyścig | Wyścig | Wyścig | Wyścig | Punkty | Finałowa pozycja |
| Zawodniczka                     | Konkurencja  | 1      | 2      | 3      | 4      | 5      | 6      | 7      | 8      | 9      | 10     | M*     | Punkty | Finałowa pozycja |
| ------------------------------- | ------------ | ------ | ------ | ------ | ------ | ------ | ------ | ------ | ------ | ------ | ------ | ------ | ------ | ---------------- |
| Patrícia Freitas                | RS:X         | 13     | 13     | 16     | 12     | 13     | 17     | 16     | 19     | 2      | 8      | –      | 102    | 14.              |
| Adriana Kostiw                  | Laser radial | 11     | 15     | 27     | 31     | 25     | 17     | 42     | 26     | 30     | 34     | –      | 126    | 25.              |
| Ana Barbachan Fernanda Oliveira | 470          | 11     | 5      | 14     | 1      | 6      | 10     | 10     | 9      | 5      | 4      | 14     | 75     | 6.               |